# 10171 Takaotengu
10171 Takaotengu este un asteroid din centura principală, descoperit pe 7 martie 1995, de Masanori Hirasawa și Shohei Suzuki.